# Вааранма Анниина
Вааранма Анниина Суви Мария (фин. Anniina Vaaranmaa; род. 1990 в Финляндии) — финская спортсменка, специализирующаяся в мас-рестлинге. Член сборной Финляндии. Одна из лучших спортсменок в мире в весовой категории свыше 85 килограмм. Тренер — Янтти, Юха-Веса. Победительница чемпионата мира 2018 года, прошедшего в Якутске, Россия. В следующем сезоне были одержаны победы на абсолютном чемпионате европы и 1-м этапе кубка мира.